# جرن (بعدان)

تعديل مصدري - تعديل

جرن هي إحدى قرى عزلة المنار بمديرية بعدان التابعة لمحافظة إب، بلغ تعداد سكانها 379 نسمة حسب تعداد اليمن لعام 2004.